# Celine Cairo

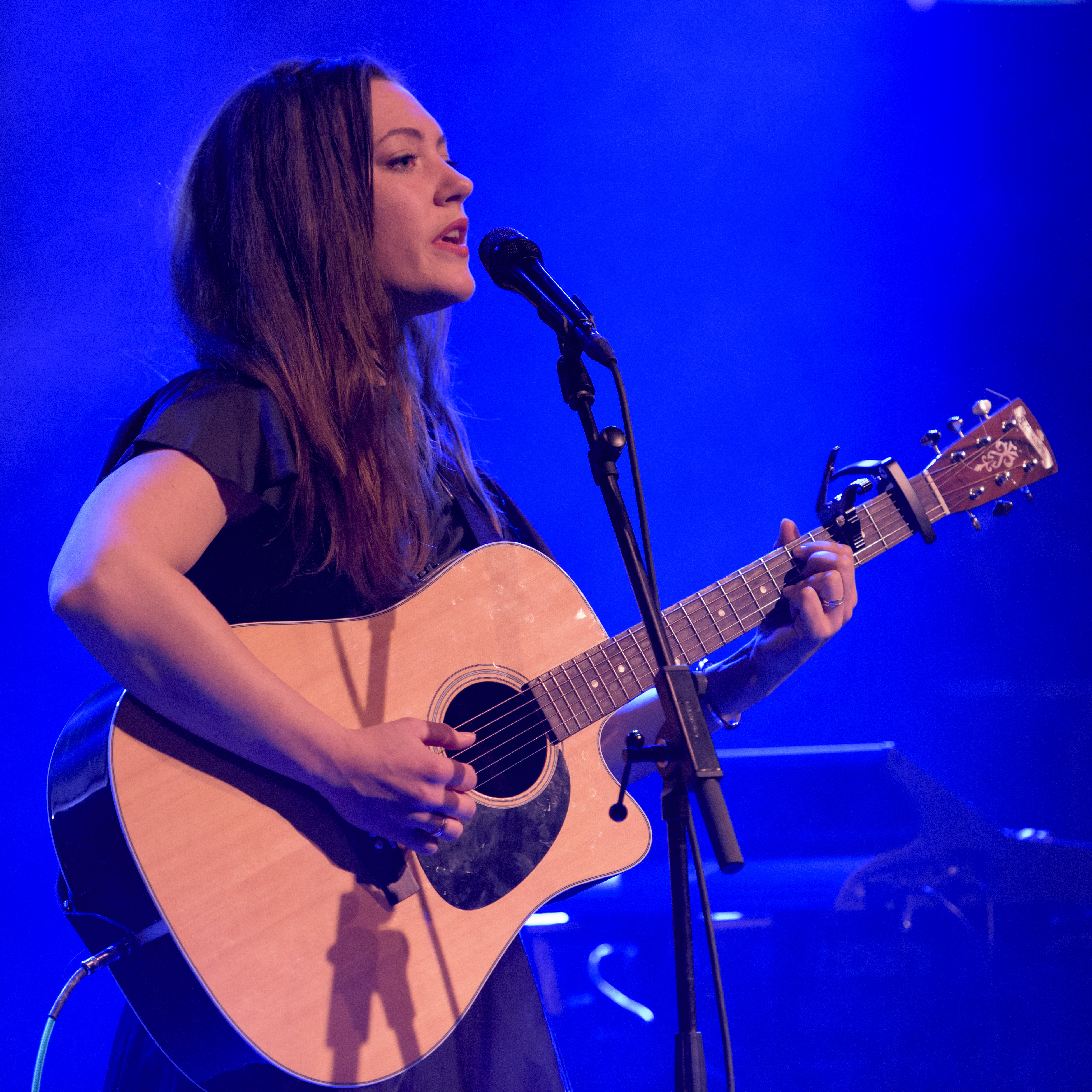
Celine Cairo in Hilversum, 2017

Celine Cairo (Amsterdam, 22 mei 1990) is een Nederlands singer-songwriter.

## Biografie
Celine Cairo bracht haar eerste ep, genaamd naar zichzelf (Celine Cairo), uit in 2010. Nadat ze in contact kwam met de muzikant Fink, bracht ze haar tweede ep uit, Follow, waarvan Fink producer was.
Ze trad op bij De wereld draait door en andere Nederlandse televisieprogramma's, onder andere met een van haar eerste singles, "got me good". In 2015 ging Cairo naar de Verenigde Staten om aan nieuwe muziek te werken. Dit resulteerde in haar eerste album Free Fall. Dit was een album dat gekenmerkt werd door een productie met ook elektronische elementen hierin. In 2018 werden de liedjes van die album nogmaals in meer akoestische versie uitgebracht, onder de naam "The Hector Sessions".
In 2019 bracht ze de ep  Siren Song uit, in 2021 gevolgd door Overflow.
Cairo gaat regelmatig op tournee met haar begeleidingsband in zalen van de Nederlandse poppodia, zoals TivoliVredenburg, 013 en Paradiso. Ook trad zij met kleinere bezetting op in de kleine zaal van het Concertgebouw.